# Loi sur la protection du territoire et des activités agricoles
Lire en ligne

texte officiel

La Loi sur la protection du territoire et des activités agricoles est une loi québécoise adoptée en 1978 qui encadre l'utilisation du territoire agricole. Cette loi protège bien plus que les terres arables : elle vise à protéger un territoire afin de permettre le développement des entreprises agricoles en régissant leur utilisation à des fins autres que l'agriculture. Ainsi, les problèmes de cohabitation et de nuisances liées au bruits, aux poussières ou aux odeurs sont diminuées par l'absence d'usages non agricoles à proximité des fermes d'élevage.
Elle crée la Commission de protection du territoire agricole du Québec.

## Contexte
Malgré l'immense superficie du territoire québécois, les sols de qualité y sont rares pour l'agriculture. La Commission de protection du territoire agricole (CPTAQ) évalue que seulement 2 % du territoire est propice à la culture, dans la partie méridionale du territoire, principalement dans la vallée du Saint-Laurent. Or, cette zone est également la partie du Québec subissant les pressions d'urbanisation les plus fortes depuis la Révolution tranquille.
Les terres agricoles situées dans la région métropolitaine de Montréal étaient soumises à une pression de développement particulièrement forte au cours des années 1960 et 1970, en raison de la spéculation, du développement des banlieues résidentielles, des implantations commerciales et industrielles en périphérie des noyaux urbains.
Cette période « sans presque aucune contrainte ni règle », rappelle le géographe Claude Marois de l'Université de Montréal, a eu des impacts néfastes en déstructurant l'activité agricole et en accroissant la spéculation dans la en périphérie de Montréal, incitant le gouvernement à prendre des « mesures rigoureuses » de protection.

## Dispositif
La loi, adoptée au cours de la deuxième session de la 31e législature vient protéger un territoire de 63 500 km2 en interdisant l'utilisation du sol à d'autres fins que l'agriculture, le morcellement des terres, l'enlèvement de sol arable et la coupe d'érables dans une érablière.
La loi créée également un tribunal administratif, la Commission de protection du territoire agricole du Québec (CPTAQ), qui a le pouvoir de permettre en certaines circonstances l'utilisation d'un lot à des fins autres que l'agriculture et de fournir des avis au gouvernement sur les domaines de sa compétence. Formée d'un maximum de 16 membres nommés par le pouvoir exécutif, ils sont issus des organismes agricoles, du milieu régional et de juristes. La Commission emploie également des experts dans les domaines de l'agronomie, de la géographie, de l'aménagement et du droit.

## Jurisprudence
Érablières:
Définitions de la CPTAQ des coupes qui peuvent être permises sans son autorisation (Domtar inc., no 400897 à 400935. 7 mai 2013). Dans cette décision, la CPTAQ explique quels sont les paramètres permettant la coupes dans les érablières dégradés (coupe sélective selon la méthode MSCR), la jeune érablière (coupe précommerciale), les bandes résiduelles (coupe à diamètre limite) et la coupe d'entretien (coupe de jardinage acérico-forestier modifiée).
Compétence de la Commission et nouvelle preuve devant le TAQ.
La Cour d'Appel a rendu un jugement précisant les limites du TAQ pour recevoir de la nouvelle preuve. Cette décision vient confirmer que la CPTAQ n'est pas un banc d'essai, mais bien un organisme spécialisé dans son domaine d'intervention. Jugement Saint-Pie, contre CPTAQ no 500-09-018339-05, 14 décembre 2009.